# Kaschmir-Moschustier
Das Kaschmir-Moschustier (Moschus cupreus) ist eine Art der Moschustiere (Moschidae). Es ist in Kaschmir im nordwestlichen Indien und nordöstlichen Pakistan und im Osten der afghanischen Provinz Nuristan verbreitet. Die Art wurde im Jahr 1982 durch den englischen Zoologen Peter Grubb als Unterart des Himalaya-Moschustiers (Moschus leucogaster) erstbeschrieben, wird im Handbook of the Mammals of the World, einem Standardwerk zur Mammalogie, aber als eigenständige Art behandelt. Innerhalb der Art werden keine Unterarten unterschieden.

## Merkmale
Das Kaschmir-Moschustier ist eine relativ große Moschustierart und erreicht eine Kopfrumpflänge von 85 bis 100 cm, hat einen 4 bis 6 cm langen Schwanz und erreicht ein Gewicht von 12 bis 17 kg. Die bisher vermessenen Schädel waren 15 bis 15,5 cm lang. Die Grundfärbung der Tiere ist graubraun, oft mit einer leichten Musterung durch helle Flecken. Auf dem Rücken zeigt sich ein ungefleckter, kupferrot gefärbter Bereich in Sattelform. Die Bauchseite ist hellgrau, die Kehle und die unteren Abschnitte von Vorder- und Hinterbeinen sind weißlich. Die Ohren sind dunkelbraun, ihre Basen sind weiß. Die Haare haben ausgedehnte weiße Basen. Ihre Länge liegt auf dem Rumpf bei 37 bis 58 mm und auf dem Widerrist bei 33 bis 38 cm. Wie beim Himalaya-Moschustier und beim Gelbbauch-Moschustier (Moschus chrysogaster) ist die Länge des Tränenbeins größer als die Höhe.

## Lebensraum und Lebensweise
Das Kaschmir-Moschustier kommt im pakistanischen Teil Kaschmirs (Gilgit-Baltistan) in Höhen von 3000 bis 4000 Metern in der subalpinen Vegetationszone vor. Im indischen Dachigam-Nationalpark wurde es in Höhen von 2710 bis 3110 beobachtet und in Nuristan lebt es in Höhen von 1500 bis 3500 Metern in immergrünen Eichen- und Koniferenwäldern. Über die Lebensweise, Ernährung, Fortpflanzung und sonstige Verhaltensweisen der Art ist so gut wie nichts bekannt, es wird aber angenommen, dass es keine großen Unterschiede zum Himalaya-Moschustier gibt.

## Gefährdung
Die IUCN schätzt den Bestand des Kaschmir-Moschustiers als stark gefährdet (Endangered) ein. Das Verbreitungsgebiet ist nicht sonderlich groß und deshalb wird angenommen, dass die Gesamtpopulation der Art auch gering ist. In den letzten drei Generationen (ca. 21 Jahre) soll die Population um 50 % zurückgegangen sein, was wie bei den anderen Moschustierarten vor allem auf übermäßige Bejagung zur Gewinnung von Moschus zurückzuführen ist. Genauere Daten sind jedoch nicht vorhanden.

## Belege
1. 1 2 3 4  Colin Groves: Family Moschidae (Musk-deer) in Don E. Wilson, Russell A. Mittermeier: Handbook of the Mammals of the World – Volume 2. Hoofed Mammals. Lynx Editions, 2011, ISBN 978-84-96553-77-4, Seite 336–348.
2. ↑  Stephane Ostrowski, Haqiq Rahmani, Jan Mohammad Ali & Rita Ali: Musk deer Moschus cupreus persist in the eastern forests of Afghanistan. Oryx -1:1-6, 2014, DOI: 10.1017/S0030605314000611
3. ↑  Moschus cupreus in der Roten Liste gefährdeter Arten der IUCN 2015. Eingestellt von: Timmins, R.J. & Duckworth, J.W., 2014. Abgerufen am 26. Januar 2019.